# Sprawiedliwa transformacja
Sprawiedliwa transformacja – to ramy opracowane przez ruch związkowy, które obejmują szereg interwencji społecznych potrzebnych do zabezpieczenia praw pracowników i dostępu do środków do życia, podczas procesu przejścia gospodarki na zrównoważoną poprzez zmianę sposobów produkcji, głównie w celu walki ze zmianą klimatu i ochroną różnorodności biologicznej. Idea sprawiedliwej transformacji została ona poparta na arenie międzynarodowej przez rządy oraz władze Międzynarodowej Organizacji Pracy (ang. ILO – International Labour Organization), Ramową Konwencję Narodów Zjednoczonych w sprawie Zmian Klimatu (UNFCCC) w Porozumieniu Paryskim, Konferencję Klimatyczną w Katowicach (COP24) oraz Unię Europejską.

## Mechanizm
Dla związków zawodowych termin sprawiedliwa transformacja oznacza proces przejścia do gospodarki odpornej na zmianę klimatu i niskoemisyjnej. Sprawiedliwa transformacja maksymalizuje korzyści z działań na rzecz klimatu, jednocześnie minimalizując trudności dla pracowników i ich społeczności. Według Międzynarodowej Konfederacji Związków Zawodowych (International Trade Union Confederation) potrzeby związane ze sprawiedliwą transformacją będą się różnić w różnych krajach, chociaż da się wyróżnić ogólne polityki, konieczne do wprowadzenia we wszystkich krajach, w tym:
- Przemyślane inwestycje w niskoemisyjne sektory gospodarki i technologie o wysokim wskaźniku zatrudnienia. Inwestycje te należy podejmować w drodze należytych konsultacji ze wszystkimi zainteresowanymi, z poszanowaniem praw człowieka, praw pracowniczych oraz zasad godnej pracy.
- Dialog społeczny i demokratyczne konsultacje partnerów społecznych (związków zawodowych, pracodawców, władz lokalnych) oraz innych interesariuszy (tj. społeczności, organizacji społecznych, ekspertów, biznesu).
- Prowadzenie badań i wczesna ocena wpływu polityki klimatycznej na społeczeństwo i zatrudnienie. Szkolenia i rozwój umiejętności, które mają kluczowe znaczenie dla wdrażania nowych technologii i wspierania zmian w przemyśle.
- Ochrona socjalna wraz z aktywną polityką rynku pracy.
- Lokalne plany zróżnicowania gospodarki, które mają na celu wspierać godną pracę i zapewni stabilność społeczności podczas transformacji. Społeczności nie powinny być pozostawione samym sobie w zarządzaniu skutkami transformacji, ponieważ nie doprowadzi to do sprawiedliwego podziału obciążeń i korzyści.

Cele klimatyczne i globalne porozumienia w sprawie zmian klimatu wyznaczają standardy czystej gospodarki. W tym procesie sektory takie jak energetyka, produkcja, rolnictwo i leśnictwo, które zatrudniają miliony pracowników, ulegną przemodelowaniu. W przeszłości, okresy zmian strukturalnych w gospodarce zmuszały zwykłych pracowników, ich rodziny i społeczności do ponoszenia kosztów przejścia na nowe sposoby wytwarzania dóbr. Takie obciążenia wiązały się często z bezrobociem, ubóstwem, marginalizacją i wykluczeniem ludzi pracy podczas gdy właściciele firm najczęściej nie cierpieli na strukturalnej zmianie.
Sprawiedliwa transformacja zakłada rozwiązanie tego problemu poprzez wspieranie pracowników zwłaszcza za pomocą włączenia ich w działania z dziedziny zrównoważonego rozwoju. Połączenie wartości sprawiedliwości społecznej i sprawiedliwości klimatycznej za pomocą sprawiedliwej transformacji daje podstawę do wsparcia pracowników węglowych, pozbawionych możliwości pracy w innych sektorach w regionach zależnych gospodarczo od wydobycia paliw kopalnych; pracowników w gospodarkach wschodzących; osób zmuszonych do opuszczenia swoich domów w regionach przybrzeżnych i na wyspach zagrożonych podnoszącym się poziomem morza oraz pomocy społecznościom dotkniętym zanieczyszczeniem powietrza i innymi negatywnymi skutkami wykorzystania paliw kopalnych.

## Definicja i ewolucja znaczenia

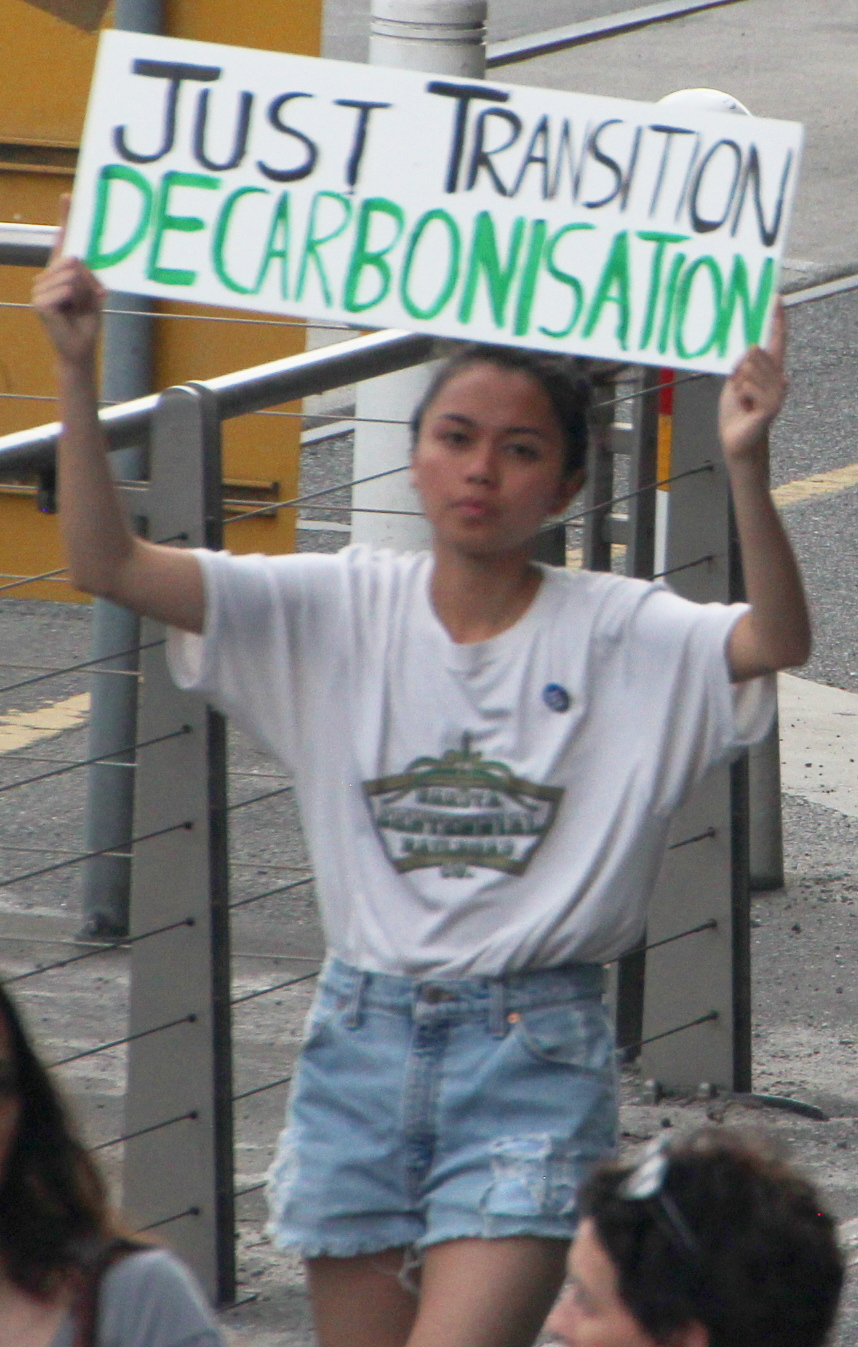
Protest w intencji sprawiedliwej transformacji; Melbourne, Australia

Termin „sprawiedliwa transformacja” został stworzony przez związki zawodowe w Ameryce Północnej w latach 90. XX wieku, aby opisać system wsparcia dla pracowników pozbawianych pracy z powodu polityki ochrony środowiska. Koncepcję tę można uznać za zastosowanie w kontekście działań środowiskowych konwersji ekonomicznej. Strategia konwersji ekonomicznej powstała w latach 80., kiedy działacze antywojenni dążyli do zbudowania koalicji z robotnikami zakładów wojskowych i umożliwieniu im włączenia się w działalność gospodarczą na rzecz pokoju.
Jednym z wczesnych zwolenników sprawiedliwej transformacji był Tony Mazzocchi:
Na początku lat 90., po usankcjonowaniu konsensusu naukowego na temat spalania paliw kopalnych jako przyczyny zmiany klimatu, Mazzocchi propagował idę „Superfunduszu dla pracowników” – przez analogię do „Superfunduszu na rzecz oczyszczania z toksyn”. Superfundusz dla pracowników zapewniłby wsparcie finansowe i możliwość zdobycia dalszego wykształcenia dla pracowników przesiedlonych z powodu polityki ochrony środowiska. Jak ujął to Mazzocchi w 1993 roku: „Istnieje superfundusz dla zanieczyszczeń. Powinien też być [superfundusz] dla pracowników. […] Ci, którzy na co dzień pracują z toksycznymi materiałami, aby zapewnić światu potrzebne mu surowce i energię, „zasługują na pomocną dłoń, aby rozpocząć nowe życie”. [...] „Później ekolodzy skarżyli się, że słowo superfund ma zbyt wiele negatywnych skojarzeń, a nazwę planu zmieniono na Just Transition”. W przemówieniu z 1995 roku Les Leopold (obecny dyrektor Labor Institute) przedstawił propozycję Superfund for Workers/Just Transition. „Podstawą sprawiedliwej transformacji jest prosta zasada sprawiedliwości”. Żaden pracownik narażony w pracy na kontakt z toksynami nie powinien być proszony o „zapłatę nieproporcjonalnego podatku – w postaci utraty pracy – w celu osiągnięcia celów” ochrony środowiska. Zamiast tego „koszty te powinny być sprawiedliwie rozłożone w społeczeństwie”.
Dalszą ewolucję tego terminu opisano w artykule opublikowanym przez International Journal on Labor Research:
W 1998 roku kanadyjski działacz związkowy, Brian Kohler, opublikował to, co miało stać się jedną z pierwszych wzmianek o sprawiedliwej transformacji w biuletynie związkowym. Była to próba pogodzenia wysiłków ruchu związkowego na rzecz zapewnienia pracownikom godnej pracy z potrzebą ochrony środowiska. Kohler wyraźnie stwierdził: „Nie wybieramy pomiędzy pracą, a środowiskiem. Prawdziwy wybór to i jedno, i drugie albo nic”.
W ciągu ostatnich dziesięciu lat postrzeganie wyzwań środowiskowych przez ruch związkowy uległo znaczącej zmianie. Pociągnęło to za sobą zmianę definicji, granic i zakresu „sprawiedliwej transformacji”. Dzisiaj „sprawiedliwa transformacja” jest koncepcją ramową zbierającą działania składające się na złożony proces przejścia na gospodarkę niskoemisyjną i przygotowaną na konsekwencje zmiany klimatu. Kluczowym elementem tej ramy koncepcyjnej jest nacisk na konieczność prowadzenia polityki publicznej i dążenie do zminimalizowania obciążeń i maksymalizacji korzyści w procesie transformacji dla pracowników i ich otoczenia społecznego.
W dokumencie przygotowanym przez Międzynarodową Konfederację Związków Zawodowych (ITUC) sprawiedliwa transformacja jest zdefiniowana jako „narzędzie, współdzielone przez ruch związkowy i społeczność międzynarodową, mające na celu ułatwienie przejścia w kierunku bardziej zrównoważonego społeczeństwa i zapewnienie nadziei na wydajność zielonej gospodarki w celu zachowania godnych miejsc pracy i środków do życia dla wszystkich” (ITUC, 2009b).
Istotne jest, że sprawiedliwa transformacja to mechanizm wspierający działania klimatyczne, a nie bezczynność. Sprawiedliwa transformacja nie stoi w opozycji do polityki ochrony środowiska, ale ją uzupełnia. Polityki środowiskowe i polityki społeczne nie są ze sobą sprzeczne, ale wręcz przeciwnie, mogą i powinny się nawzajem wzmacniać.
Takie podejście do koncepcji sprawiedliwej transformacji zostało jednogłośnie przyjęte na II Kongresie ITUC w 2010 roku, kiedy to Kongres ogłosił, że sprawiedliwa transformacja jest „tym” podejściem do walki ze zmianą klimatu:
Kongres jest zaangażowany w promowanie zintegrowanego podejścia do zrównoważonego rozwoju poprzez sprawiedliwą transformację, w której postęp społeczny, ochrona środowiska i potrzeby gospodarcze są prowadzone w ramach demokratycznego zarządzania, gdzie przestrzegane są prawa pracownicze i inne prawa człowieka oraz osiągnięta zostanie równość płci (ITUC, 2010).
Poszczególne federacje wchodzące w skład Global Union i reprezentujące pracowników w różnych sektorach gospodarki, dołączyły do tego podejścia politycznego. Międzynarodowa Federacja Pracowników Transportu – The International Transport workers’ Federation (ITF) przyjęła na swoim Kongresie w 2010 r. rezolucję stwierdzającą, że „chociaż pilne przyjęcie tych polityk jest niezbędne do przeciwdziałania zmianom klimatu, ITF i jej afilianci muszą bronić interesów pracowników transportu i walczy o to, żeby polityki te wdrażano w sposób, który chroni miejsca pracy i tworzy nowe w procesie sprawiedliwej transformacji” (ITF, 2010). Swoje stanowisko w sprawie sprawiedliwej transformacji wyraziły również federacje pracowników przemysłowych. Międzynarodowa Federacja Związków Zawodowych Pracowników Chemicznych, Energetycznych, Górniczych i Ogólnych – The International Federation of Chemical, Energy, Mine and General Workers’ Unions (ICEM) stwierdziła, że „Dzięki sprawiedliwej transformacji możemy zbudować publiczny konsensus w kierunku bardziej zrównoważonej produkcji” (ICEM, 2009).
Koncepcja sprawiedliwej transformacji w kierunku gospodarki niskoemisyjnej i odpornej na zmiany klimatu została później wykorzystana, w szczególności przez związki zawodowe, także w odniesieniu do cyfryzacji.
Rama koncepcyjna sprawiedliwej transformacji to pakiet propozycji politycznych, które odnoszą się do trudnościami na jakie narażeni są pracownicy oraz ich otoczenie społeczne m.in.: niepewność dotycząca trendów zmian na rynku pracy, ryzyko utraty miejsc pracy, ryzyko niedemokratycznych procesów decyzyjnych, ryzyko regionalnego lub lokalnego spowolnienia gospodarczego.

### Poszerzenie znaczenia
W ostatnich latach wiele organizacji wdrożyło koncepcję sprawiedliwej transformacji w odniesieniu do sprawiedliwości środowiskowej i/lub klimatycznej. Gdy związki zaczęły wprowadzać koncepcję sprawiedliwej transformacji do negocjacji UNFCCC i ruchu na rzecz zmiany klimatu, sprawiedliwa transformacja przekształciła się w celowe dążenie do tworzenia miejsc pracy i gospodarek zrównoważonych zarówno pod względem środowiskowym, jak i społecznym. Element pracowniczy pojęcia sprawiedliwej transformacji jest niekiedy silnie akcentowany, ale czasami jest całkowicie ignorowany. W tym drugim przypadku „sprawiedliwość” odnosi się do konieczności ochrony środowiska jako dobra wspólnego przed szkodliwym wpływem prywatnego przemysłu. Dirk Holemans wskazuje na potrzebę zmiany systemowej - nowej umowy społeczno-ekologicznej - z uwzględnieniem granic planetarnych.

## Osiągnięcia
W 2015 r. ILO opublikowała „Wytyczne dotyczące sprawiedliwej transformacji w kierunku zrównoważonych ekologicznie gospodarek i społeczeństw dla wszystkich”, w tym zasady przewodnie sprawiedliwej transformacji, takie jak potrzeba konsensusu społecznego i dialogu społecznego oraz znaczenie wspierania współpracy międzynarodowej. Wytyczne podkreślają rolę pracowników, pracodawców i rządu jako głównych aktywnych partnerów w zapewnianiu sprawiedliwej transformacji oraz opierają się na czterech filarach Programu Godnej Pracy ILO: dialogu społecznym, ochronie socjalnej, prawach pracowniczych i zatrudnieniu. Dokument ten wzywa rządy oraz międzynarodowe gremia do włączenia zasad sprawiedliwej transformacji do metod osiągania Celów Zrównoważonego Rozwoju Organizacji Narodów Zjednoczonych, zwiększenia dostępu do danych dotyczących rynku pracy, zachęcania do współpracy między odpowiednimi ministerstwami krajowymi itp.
W kwietniu 2015 r. Rockefeller Family Fund i Appalachian Funders Network utworzyły Just Transition Fund, aby pomóc społecznościom dotkniętym zmianą sektora węglowego w skorzystaniu z inicjatywy POWER prezydenta Obamy. Dzięki bezpośrednim inwestycjom i bezpośredniej pomocy technicznej dotacje Funduszu pomogły skierować prawie 24 miliony dolarów z funduszy federalnych na projekty sprawiedliwej transformacji.
Na Konferencji Narodów Zjednoczonych w sprawie Zmian Klimatu 2015 w Paryżu, we Francji (COP 21), związki zawodowe i zwolennicy sprawiedliwej transformacji przekonali strony do włączenia postulatu sprawiedliwej transformacji i tworzenia godnych miejsc pracy do preambuły Porozumienia Paryskiego.
Na Konferencji Narodów Zjednoczonych w sprawie zmian klimatu w Katowicach w 2018 r., czyli COP 24, szefowie państw i rządów przyjęli Śląską Deklarację Solidarnej i Sprawiedliwej Transformacji, podkreślając znaczenie sprawiedliwej transformacji, o której mowa w Porozumieniu Paryskim, wytycznych ILO oraz Agendzie ONZ na rzecz zrównoważonego rozwoju 2030. Deklaracja zachęca wszystkie odpowiednie agencje Organizacji Narodów Zjednoczonych do realizowania sprawiedliwej transformacji i wzięcia jej pod uwagę podczas opracowywania i wdrażania Ustalonych Wkładów na szczeblu Krajowym Nationally Determined Contributions (NDC).

## Wsparcie Sprawiedliwej Transformacji w Unii Europejskiej

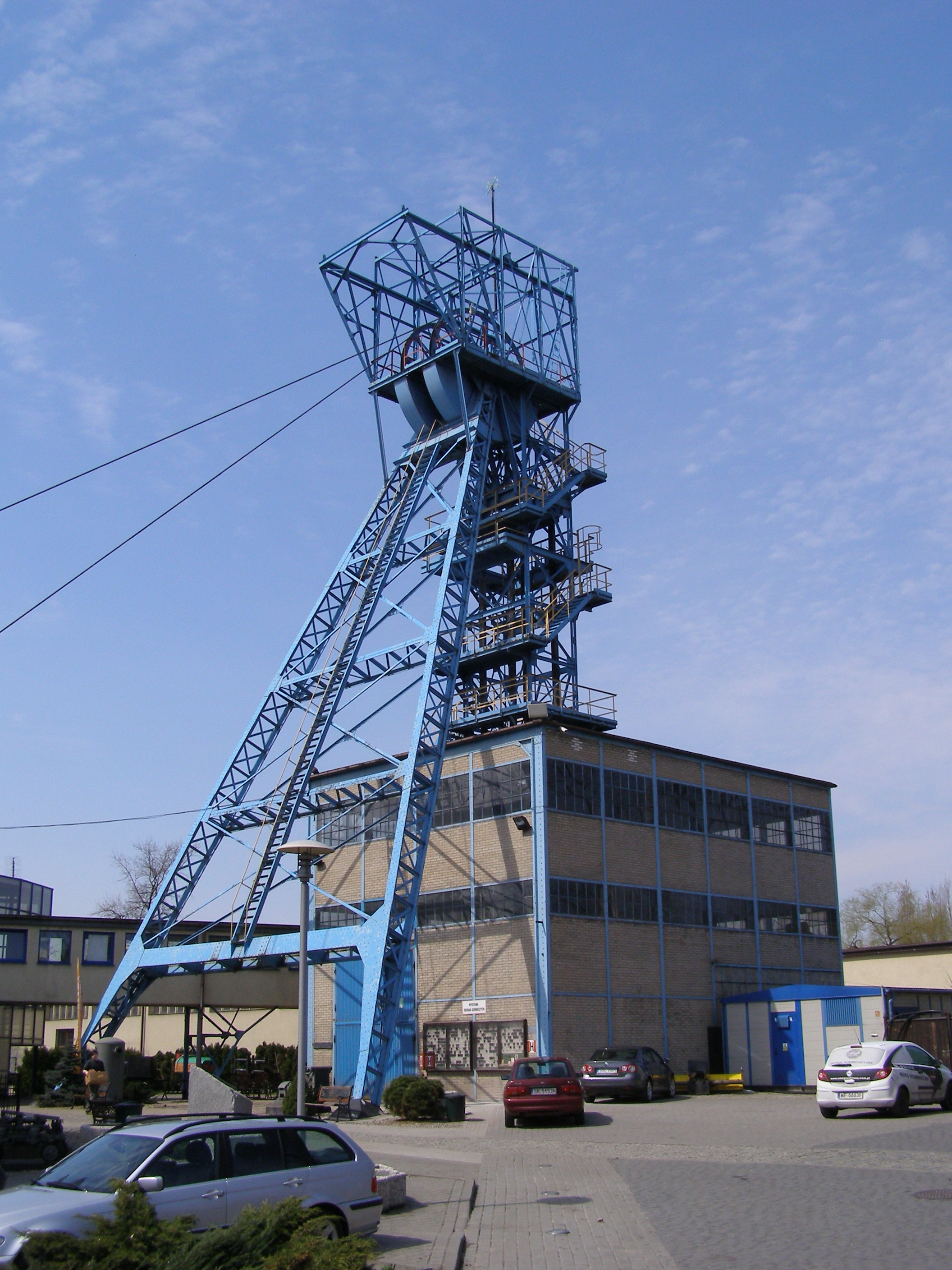
Szyb węglowy

Unia Europejska przyjęła sprawiedliwą transformację za kluczową część swojego Europejskiego Zielonego Ładu, aby pomóc regionom Unii Europejskiej uzależnionym od paliw kopalnych w przejściu na bardziej ekologiczną gospodarkę.
Rozporządzenie w sprawie Funduszu na rzecz Sprawiedliwej Transformacji UE (FST) zostało wynegocjowane i uzgodnione przez Parlament Europejski i Radę UE (państwa członkowskie) w grudniu 2020 r. Ostateczny tekst wejdzie w życie w czerwcu 2021 r. FST ma jeden cel szczegółowy, jakim jest „umożliwienie regionom i obywatelom łagodzenia społecznych, gospodarczych i środowiskowych skutków transformacji w kierunku Unijnego celu klimatycznego do 2030 r. (-55% emisji gazów cieplarnianych) oraz do gospodarki neutralnej klimatycznie do 2050 r. w zgodzie z Porozumieniem Paryskim”. Celem funduszu nie jest wspieranie samej transformacji energetycznej.
Nakłady finansowe w paliwa kopalne pozostały wykluczone z FST, podobnie jak nakłady na energię jądrową. Inwestycje w duże przedsiębiorstwa są możliwe, ale powinny być uzasadnione. Domyślną opcją inwestycji są inwestycje w MŚP i przedsiębiorstwa typu start-up.
Wielkość środków przyznanych z FST dla każdego państwa UE wynika wielkości zatrudnienia w górnictwie węgla kamiennego i brunatnego, zatrudnienie w przemyśle na poziomie regionalnym NUTS 2 oraz emisje gazów cieplarnianych z zakładów przemysłowych w regionach NUTS 2. Największymi beneficjentami FST są Polska (20 proc. €3500), Niemcy (12,88 proc. €2254) i Rumunia (11,12 proc. €1946).
Dostęp do całości środków z FST dla danego państwa jest warunkowany zobowiązaniem się państwa członkowskiego do neutralności klimatycznej UE do 2050 r. Wszystkie państwa członkowskie zgodziły się na ten cel, a zatem wszystkie państwa członkowskie otrzymają pełną alokację.
Rada i Parlament przyjęły również filary II i III Mechanizmu Sprawiedliwej Transformacji (JTM). Zapewnią one dodatkowe wsparcie regionom kwalifikującym się do FST.

## Regiony UE w procesie sprawiedliwej transformacji

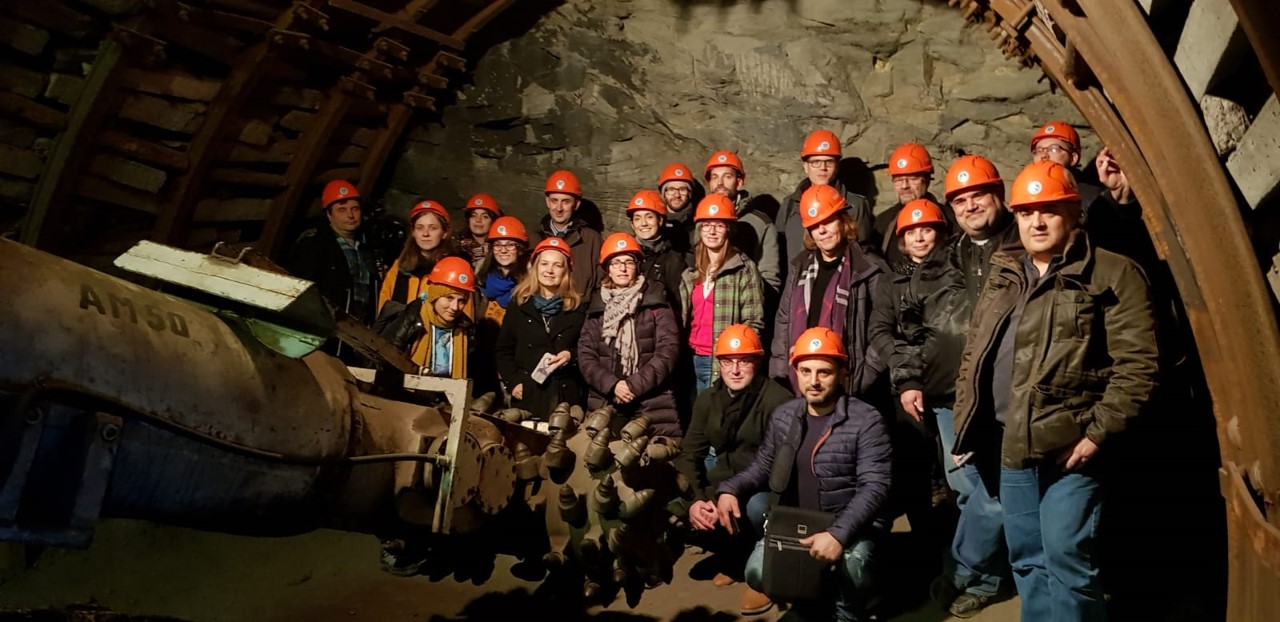
Forum Burmistrzów współorganizowane przez WWF Polska, odwiedziny muzeum w zabytkowej Kopalni Guido.

Beneficjentami FST będą regiony dotychczas zależne od wydobycia paliw kopalnych. W 27 państwach członkowskich UE górnictwo węglowe i energetyka węglowa zapewniają około 208 000 miejsc pracy. W 2018 ok. 159 000 osób było zatrudnionych w górnictwie węglowym a ok. 49 000 w elektrowniach węglowych. Całkowita liczba miejsc pracy bezpośrednio związana z węglem i zagrożona likwidacją do 2030 roku 54 000, a w przypadku scenariusza szybszego odchodzenia od węgla to 112 000 miejsc pracy. W 2018 funkcjonowało 90 kopalni w 11 państwach członkowskich EU. Większość węgla była wydobywana w Niemczech (169 Mt), Polsce (122 Mt), Czechach (44 Mt) i Grecji (37 Mt).
Szczególna odpowiedzialność za przeprowadzenie procesu spoczywa na władzach regionalnych i lokalnych. To na poziomie lokalnym władze, pracodawcy, związki zawodowe oraz instytucje badawcze i szkoleniowe muszą współpracować, aby skutecznie zintegrować środki na rzecz sprawiedliwej transformacji do lokalnego zrównoważonego rozwoju gospodarczego. W celu wzajemnego wsparcia w tym procesie powstała sieć Forum Burmistrzów na rzecz Sprawiedliwej Transformacji tworzona przez 61 burmistrzów i prezydentów z 11 krajów Europy.

## Publikacje
- Bell, Karen (2020), Working-Class Environmentalism: An Agenda for a Just and Fair Transition to Sustainability, London: Palgrave
- Hampton, Paul (2015), Workers and Trade Unions for Climate Solidarity, London and New York: Routledge
- Morena, Edouard, Dunja Krause and Dimitris Stevis (2020), Just Transitions: Social Justice in the Shift Towards a Low-Carbon World, London: Pluto
- Räthzel, Nora and David Uzzell (2013), Trade Unions in the Green Economy: Working for the Environment, London and New York: Earthscan/Routledge